# Otto Vergaerde
Otto Vergaerde (ur. 15 lipca 1994 w Gandawie) – belgijski kolarz torowy i szosowy, brązowy medalista mistrzostw świata i dwukrotny medalista mistrzostw Europy.

## Kariera
Pierwszy sukces w karierze osiągnął w 2011 roku, kiedy zdobył brązowy medal w madisonie podczas torowych mistrzostw Europy juniorów w Anadii. Na rozgrywanych trzy lata później mistrzostwach Europy w Baie-Mahault zdobył dwa medale. Najpierw zwyciężył w scratchu, a następnie zdobył srebrny medal w madisonie. Ponadto na mistrzostwach świata w Paryżu w 2015 roku w parze z Jasperem De Buystem zdobył brązowy medal w madisonie.